# Bikini della principessa Leila
Il bikini della principessa Leila, noto anche come bikini metallico della principessa Leila, è un costume indossato dall'attrice Carrie Fisher, interprete del personaggio della principessa Leila Organa, nel film Il ritorno dello Jedi. Considerato un'icona del cinema ed entrato nell'immaginario collettivo, è un costume da schiava che viene imposto al personaggio, tenuto prigioniero nel palazzo di Jabba the Hutt all'inizio del film.

## Sviluppo
La costumista Aggie Guerard Rodgers, ha realizzato il costume come parte della società di effetti visivi Industrial Light & Magic,  insieme a Nilo Rodis-Jamero. Rodgers ha detto che Lucas le ha dato solo istruzioni generali sulla scena nel palazzo di Jabba, ma voleva un costume speciale. Inizialmente "voleva che 25 metri di tessuto scorressero attraverso la scena", ma non riusciva a farlo funzionare.
Il costume è stato ideato per la prima volta da degli schizzi di Rodis-Jamero (assistente art director degli effetti visivi ne L'Impero colpisce ancora, nonché costumista de Il ritorno dello Jedi). Rodgers nel 2006 ha detto che il design del costume è stato ispirato dal lavoro dell'artista di fantascienza Frank Frazetta, noto per aver realizzato le copertine di numerosi libri di fantasy eroico, dicendo: "Ha davvero amato la forma femminile. Il fatto che il costume di Leila sia un costume così femminile e sensuale, penso sia fantastico".
L'autore Rikke Schubart ha scritto nel 2007 che il design finale è stato ispirato dall'illustratore di copertina di Fantastic Story Magazine Earle K. Bergey, disegni di donne in bikini di metallo che fungevano da presunte armature. Il costume è un tipo che può essere ricondotto a film precedenti, come a quello indossato da Myrna Loy mentre interpretava una ballerina nativa in Il canto del deserto del 1929, Yvonne De Carlo in La vergine di Tripoli del 1947 e i film d'avventura di María Montez degli anni '40. Il bikini è stato indossato anche dalla stuntman Tracy Eddon. Nel gioco per PlayStation del 1997 Star Wars: Masters of Teräs Käsi, Leila indossa l'abito come "Slave Leia", un personaggio giocabile sbloccabile.

## Descrizione

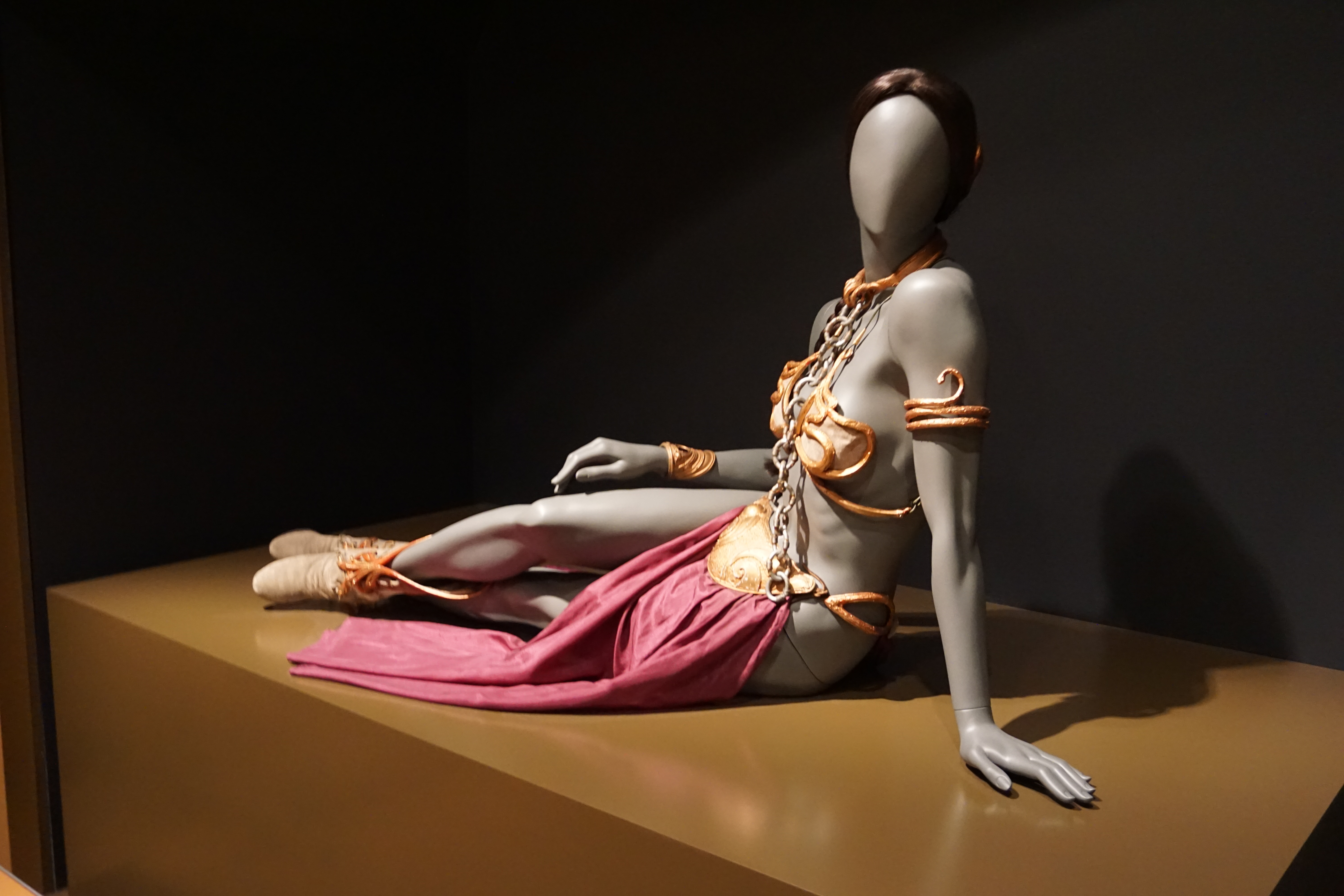
Il costume da schiava della principessa Leila da Episodio VI

Dato che la struttura della parte superiore del costume non si adattava bene al corpo dell'attrice, prima di ogni ripresa Rodgers e lo staff si dovevano assicurare che il suo seno fosse completamente coperto; numerose scene furono infatti rigirate per via di alcuni problemi relativi al bikini in metallo (reggiseno di bronzo originale dello scultore Richard Miller che è accreditato come "capo gioielliere" nei titoli di coda). Una versione alternativa, realizzata in gomma, fu realizzato per permettere maggior libertà di movimento a Fisher e alla controfigura Tracy Eddon durante le acrobazie.
I costumisti hanno realizzato uno stampo del busto di Carrie Fisher in modo che potesse essere progettato su misura.
Fisher, riguardo al materiale utilizzato, ha commentato:
E successivamente, riguardo al bikini, aggiunse:
Consiste in un reggiseno di rame a motivi geometrici con una scollatura profonda e ricurva fissato sul collo e dietro la schiena da un filo; la parte bassa era composta da lastre dello stesso materiale tenuti davanti e dietro all'inguine su un perizoma di stoffa rossa; al costume erano inoltre abbinati vari accessori, come un paio di stivali di pelle alti fino al ginicchio, un ferma capelli (che posizionava la sua coda di cavallo intrecciata a cascata sulla spalla destra), due braccialetti e una fascia a forma di serpente. Il personaggio aveva poi una catena e un collare che lo tenevano legato a Jabba.

## Influenza culturale
Dopo questa interpretazione con indosso il bikini metallico, Carrie Fisher e lo stesso personaggio di Leila Organa, entrarono nell'immaginario collettivo e lanciarono l'attrice anche come sex symbol. L'outfit è stato elevato allo status di icona della cultura pop, generando varie parodie e persino un fan site dedicato.
Nonostante l'immensa popolarità che il costume le donò, Fisher ha ammesso che inizialmente lei stessa aveva avuto delle obiezioni sull'abito, credendo che l'avrebbe fatta apparire sottomessa ai personaggi maschili: «Quando mi hanno tolto i vestiti di dosso, mi hanno messo in un bikini e mi hanno azzittita, [...] ho pensato che fosse una forte indicazione di ciò che il terzo film sarebbe stato». La rivista Wired concordava, scrivendo, circa l'unico motivo della fama del costume, ovvero «nessun dubbio che la visione di Carrie Fisher nel costume dorato fantascientifico ha incendiato il subconscio sudaticcio di una generazione di fan che hanno raggiunto la pubertà nella primavera del 1983».
Il costume è un cosplay popolare alle Star Wars Celebrations e alle convention dei fumetti, ed è diventato un popolare anche ad Halloween.
Anche varie celebrità hanno indossato il costume. Melissa Joan Hart, la star delle serie televisive Clarissa e Sabrina, vita da strega, è stata fotografata con indosso l'abito durante una festa in maschera. Kerri Kasem, conduttrice radiofonica e televisiva, è stata fotografata mentre indossava il costume. L'attrice/modella Phoebe Price lo ha indossato al San Diego Comic Con International nel 2010. Liana K la co-conduttrice canadese di Ed & Red's Night Party e una famosa cosplayer, è apparsa al Calgary Comic and Entertainment Expo 2008 vestita con l'abito da schiava della Principessa Leila. La comica Amy Schumer ha indossato una replica dell'abito da schiava di Leila per la copertina di agosto 2015 di GQ.

## Merchandising
Con l'acquisizione della Lucasfilm da parte della Disney nel 2012, la produzione di merchandising con il costume ha cessato di essere prodotta, apparentemente in risposta ad uno spezzone di Fox News in cui i genitori descrivevano difficoltà a spiegare i giocattoli con quel costume (inclusa una catena intorno al collo di Leila) ai loro figli. Fisher ha definito la decisione della Disney "stupida", dicendo: "Basta dire ai bambini che una lumaca gigante mi ha catturato e mi ha costretto ad indossare quello stupido vestito, e poi l'ho ucciso perché non mi piaceva".

## Accoglienza
Noah Berlatsky di The Guardian ha detto che al di là della sua funzione di sex symbol, il costume ha un significato più profondo, affermando che l'abito rappresenta una tappa importante nella complicata relazione della principessa Leila con Ian Solo. Peter W. Lee sostiene che il bikini connota la disperazione e l'impotenza di Leila, ma anche in quel costume umiliante lei mantiene la sua dignità e rimane un'icona del femminismo.
Le scene del film con il bikini sono state votate dalla rivista Empire tra le più memorabili nella storia del cinema. Questo fenomeno viene omaggiato in un episodio della sitcom Friends (La Principessa Leila e il bikini dorato), nel quale Ross racconta a Rachel il suo interesse nei confronti del bikini dorato.
Secondo Internet Movie Database, la Fisher ha detto che i suoi abiti nei precedenti due film della saga erano talmente lunghi che lo spettatore non avrebbe potuto dire «lei è una donna», sicché alla fine si era arrivati al succinto costume da schiava de Il ritorno dello Jedi.
Nel 2015 Fisher ha detto "Non sono un sex symbol, quindi questa è un'opinione di qualcuno. Non la condivido", e ha detto a Daisy Ridley di "combattere per il tuo vestito. Non essere una schiava come lo ero io".

## Nella cultura popolare
| Anno | Opera                          | Episodio/Scena                          | Personaggio/attore                                                         | Nota | Fonte        |
| ---- | ------------------------------ | --------------------------------------- | -------------------------------------------------------------------------- | --- | ------------ |
| 1983 | Rolling Stone                  |                                         | Principessa Leila (Carrie Fisher)                                          | Fisher indossa il costume in un servizio fotografico, che appare sulla copertina della rivista. | [ 29 ]       |
| 1983 | Star Wars (fumetto 1977)       | Chanteuse of the Stars...               | Principessa Leila                                                          | Leila si veste con un costume simile (mentre indossa una parrucca bionda) e canta per placare la folla; ambientato prima degli eventi de Il ritorno dello Jedi. | [ 30 ]       |
| 1996 | Friends                        | La Principessa Leila e il bikini dorato | Rachel Green (interpretata da Jennifer Aniston)                            | Rachel si veste con il costume per eccitare il suo ragazzo Ross Geller (David Schwimmer). | [ 4 ] [ 31 ] |
| 2000 | Family Guy                     | Grasso è bello... ma non troppo         | Schiavo                                                                    | Indossato da uno schiavo di Jabba il Griffin (doppiato da Seth MacFarlane) |              |
| 2011 | Family Guy                     | It's a Trap!                            | Lois Griffin nel ruolo della Principessa Leila (doppiata da Alex Borstein) | Indossato da Lois Griffin |              |
| 2003 | Justice League                 | Hearts and Minds - parte 1 e parte 2    | Katma Tui                                                                  | Indossato da Lanterna Verde, Katma Tui, mentre è sotto copertura |              |
| 2007 | Robot Chicken                  | Robot Chicken: Star Wars Episodio I     | Principessa Leila (doppiata da Candace Bailey)                             | Speciale a tema Guerre stellari della serie televisiva Robot Chicken andata in onda su Cartoon Network |              |
| 2007 | Dancing with the Stars         | Quarta edizione                         | Kym Johnson                                                                | Ballando con il cantante Joey Fatone sulle note di Main Title (Guerre stellari) | [ 31 ]       |
| 2007 | Chuck                          | Chuck vs. il verme della sabbia         | Agent Sarah Walker (interpretata da Yvonne Strahovski)                     | Una foto falsa di Sarah in costume è centrale nella trama, e in seguito la indossa per davvero. L'apparizione di Strahovski in bikini da schiava ha spinto la rivista Wizard a classificarla al numero 24 delle 25 donne più sexy in TV nel 2008. IGN ha assegnato a Strahovski il massimo onore in una lista simile. | [ 31 ]       |
| 2009 | Fanboys                        |                                         | Zoe (interpretata da Kristen Bell)                                         | Film commedia su un gruppo di amici che decidono di irrompere nello Skywalker Ranch per rubare una prima stampa di Star Wars: Episodio I - La minaccia fantasma | [ 34 ]       |
| 2011 | Paul                           |                                         | Vari extra                                                                 | Film commedia su un alieno (doppiato da Seth Rogen) che è in fuga dalle autorità. Il film rende molti omaggi a vari film di fantascienza, inclusa una scena che ritrae un gran numero di donne vestite con il bikini di Leila al Comic Con. |              |
| 2015 | Shantae and the Pirate's Curse | Tan Line Island                         | Shantae (doppiata da Cristina Vee)                                         | In questo videogioco, Shantae visita un'area desertica chiamata Tan Line Island dove viene scambiata dalla gente del posto per la loro principessa ed è costretta ad indossare l'abito, che lei definisce un abito da "principessa spaziale". Successivamente scopre che le sue amiche Risky, Rotty e Sky sono state costrette nella stessa situazione e lavorano tutte insieme per scappare. Più avanti nel gioco, Sky spera di non parlare mai più della debacle, a quel punto Shantae si rimette felicemente il costume con sgomento di Sky. |              |
| 2016 | The Magicians                  | Ritorno a casa                          | Stella Maeve                                                               | In una sequenza onirica, il personaggio di Stella Maeve ne indossa una versione modificata. |              |